# Перехідна орбіта
В орбітальній механіці перехідна орбіта — це проміжна еліптична орбіта, яка використовується для переміщення космічного апарата шляхом орбітального маневру з однієї колової або майже колової орбіти на іншу.
Існує кілька типів перехідних орбіт, які відрізняються енергоефективністю й швидкістю переходу:
- Гоманівська перехідна орбіта — еліптична орбіта, яка використовується для переходу космічного корабля між двома круговими орбітами на різних висотах в одній площині.
- Бі-еліптична перехідна орбіта, повільніший метод переходу, який, утім, може бути ефективнішим, ніж Гоманівська перехідна орбіта.
- Геоперехідна орбіта або геосинхронна перехідна орбіта — зазвичай також є Гоманівська перехідна орбіта.
- Місячна перехідна орбіта — це орбіта, яка в ближній до Землі точці торкається низької навколоземної орбіти, а в дальній — навколомісячної орбіти.